# Allocosa palabunda
Allocosa palabunda är en spindelart som först beskrevs av Ludwig Carl Christian Koch 1877.  Allocosa palabunda ingår i släktet Allocosa och familjen vargspindlar. Inga underarter finns listade i Catalogue of Life.